# Crottes-en-Pithiverais
Crottes-en-Pithiverais és un municipi francès, situat al departament del Loiret i a la regió de Centre – Vall del Loira. L'any 2007 tenia 319 habitants.

## Demografia

### Població
El 2007 la població de fet de Crottes-en-Pithiverais era de 319 persones. Hi havia 118 famílies, de les quals 24 eren unipersonals (4 homes vivint sols i 20 dones vivint soles), 37 parelles sense fills, 49 parelles amb fills i 8 famílies monoparentals amb fills.
La població ha evolucionat segons el següent gràfic:
Habitants censats

### Habitatges
El 2007 hi havia 134 habitatges, 122 eren l'habitatge principal de la família, 10 eren segones residències i 2 estaven desocupats. 133 eren cases i 1 era un apartament. Dels 122 habitatges principals, 106 estaven ocupats pels seus propietaris, 12 estaven llogats i ocupats pels llogaters i 3 estaven cedits a títol gratuït; 4 tenien dues cambres, 12 en tenien tres, 33 en tenien quatre i 73 en tenien cinc o més. 102 habitatges disposaven pel capbaix d'una plaça de pàrquing. A 42 habitatges hi havia un automòbil i a 70 n'hi havia dos o més.

### Piràmide de població
La piràmide de població per edats i sexe el 2009 era:
| Homes | Edats   | Dones |
| ----- | ------- | ----- |
| 0     | 95 o +  | 0     |
| 0     | 90 a 94 | 4     |
| 0     | 85 a 89 | 0     |
| 4     | 80 a 84 | 0     |
| 8     | 75 a 79 | 0     |
| 12    | 70 a 74 | 8     |
| 0     | 65 a 69 | 24    |
| 4     | 60 a 64 | 0     |
| 8     | 55 a 59 | 12    |
| 4     | 50 a 54 | 0     |
| 8     | 45 a 49 | 8     |
| 8     | 40 a 44 | 4     |
| 16    | 35 a 39 | 12    |
| 12    | 30 a 34 | 8     |
| 4     | 25 a 29 | 4     |
| 0     | 20 a 24 | 8     |
| 12    | 15 a 19 | 12    |
| 8     | 10 a 14 | 12    |
| 8     | 5 a 9   | 4     |
| 8     | 0 a 4   | 4     |

## Economia
El 2007 la població en edat de treballar era de 199 persones, 156 eren actives i 43 eren inactives. De les 156 persones actives 144 estaven ocupades (76 homes i 68 dones) i 11 estaven aturades (7 homes i 4 dones). De les 43 persones inactives 13 estaven jubilades, 22 estaven estudiant i 8 estaven classificades com a «altres inactius».

### Ingressos
El 2009 a Crottes-en-Pithiverais hi havia 125 unitats fiscals que integraven 326,5 persones, la mediana anual d'ingressos fiscals per persona era de 19.484 €.

### Activitats econòmiques
Dels 4 establiments que hi havia el 2007, 1 era d'una empresa extractiva, 1 d'una empresa de comerç i reparació d'automòbils, 1 d'una empresa d'hostatgeria i restauració i 1 d'una empresa financera.
L'any 2000 a Crottes-en-Pithiverais hi havia 21 explotacions agrícoles que ocupaven un total de 1.545 hectàrees.

## Poblacions més properes
El següent diagrama mostra les poblacions més properes.